# Assaad al-Chaibani
Assaad al-Chaibani (en arabe : أسعد الشيباني), né en 1987, est un homme politique syrien, membre de Hayat Tahrir al-Cham.

## Origines
Assaad al-Chaibani est né en 1987 au sein d'une famille mhallami (en) originaire d'Abou Racine (ar), dans le gouvernorat de Hassaké. 

## Formation
En 2009, il obtient un diplôme en littérature anglaise de la faculté des arts et des sciences humaines (ar) de l'université de Damas.
En 2022, il obtient un master en sciences politiques et relations internationales de l'université Sabahattin Zaim d'Istanbul (en). Avant sa nomination comme ministre des Affaires étrangères, il est inscrit en doctorat dans cette même université et rédige sa thèse sous la direction du professeur Hasan Aksakal. 

## Carrière

### Au sein du Front al-Nosra
Assaad al-Chaibani rallie la révolution syrienne à ses débuts en 2011. Il est considéré comme l'un des membres fondateurs du Front al-Nosra. Il travaille au sein de son organe médiatique, Al-Manara Al-Baydaa, sous le pseudonyme (kounya) d'« Abou Aïcha Manara ». 
Pendant la bataille d'Idlib, en mars 2015, il assure la liaison entre l'émir du Front al-Nosra, Abou Mohammed al-Joulani, et les combattants de la première ligne, à qui il demande de récupérer le fauteuil du gouverneur d'Idlib, dans lequel al-Joulani accordera à une interview à Al Jazeera deux mois plus tard,. 

### Au sein du Front Fatah al-Cham
Après la rupture du Front al-Nosra avec Al-Qaïda en 2016, il devient le porte-parole officiel du Front Fatah al-Cham (nouveau nom de l'organisation) sous le pseudonyme de « Hossam al-Shafi'i ».  

### Au sein de Hayat Tahrir al-Cham
Après la fusion du Front Fatah al-Cham avec d'autres groupes (Harakat Nour al-Din al-Zenki, Liwa al-Haq, Front Ansar Dine, Jaych al-Sunna) pour former Hayat Tahrir al-Cham en janvier 2017, il devient le chef du département des affaires politiques de la nouvelle organisation et le reste jusqu'en juin 2017,. À ce titre, il se rend au Qatar en avril 2017 pour y négocier, au nom de Hayat Tahrir al-Cham, l'« accord des quatre villes » avec l'Iran. Dans le cadre de cet accord, les habitants de Zabadani et Madaya, assiégés par le régime syrien, sont évacués vers la poche d'Idlib, tenue par l'opposition, tandis que les habitants de Foua et Kafraya, assiégées par l'opposition, sont évacués vers des zones tenues par le régime.  
En mai 2021, il reprend la tête du département des affaires politiques de Hayat Tahrir al-Cham, et fait office de ministre des Affaires étrangères de HTC. À ce titre, il devient l'interface de Hayat Tahrir al-Cham et du gouvernement de salut syrien avec les acteurs internationaux (chercheurs, journalistes, diplomates et services de renseignement étrangers, agences de l'ONU etc.), qu'il reçoit notamment au poste-frontière de Bab al-Hawa (en),.

### Au sein du gouvernement de transition syrien
Le 21 décembre 2024, le commandement général de l'Administration des opérations militaires nomme Assaad Hassan al-Chibani ministre des Affaires étrangères dans le gouvernement de transition syrien,.
Le 14 janvier 2025, son nom apparaît sur la liste des invités VIP au forum économique mondial de Davos. Le 22 janvier 2025, il y est interviewé par l'ancien Premier ministre britannique, Tony Blair. Il décrit Singapour et la vision 2030 de l'Arabie saoudite comme des « exemples inspirants » pour la « nouvelle Syrie », que le gouvernement de transition entend construire.
Le 12 février 2025, il se rend à Dubaï pour participer au Sommet mondial des gouvernements. À cette occasion, il déclare que « le gouvernement qui sera mis en place le 1er mars représentera autant que possible le peuple syrien et prendra en compte sa diversité ». Le même jour, la présidence de la république arabe syrienne forme un comité préparatoire à la conférence de dialogue national syrien (ar) composé de sept personnes, dont Youssef al-Hajar, l'éphémère successeur d'al-Chaibani à la tête du département des affaires politiques de Hayat Tahrir al-Cham. 
Le 13 février 2025, il se rend à Paris pour participer à la troisième Conférence internationale pour la Syrie et la première dans un pays membre du Conseil de sécurité des Nations unies. À cette occasion, une vingtaine de pays arabes et occidentaux, ainsi que la Turquie, s'engagent à œuvrer pour aider à reconstruire la Syrie et protéger la fragile transition face aux défis sécuritaires et aux ingérences étrangères. Il s'agit de la première visite officielle d'al-Chaibani dans un pays de l'Union européenne depuis la chute historique du régime Assad le 8 décembre. 
Il est reconduit au même poste dans le second gouvernement de transition formé le 29 mars 2025.